# Lars Ørlund
Lars Ørlund (født 23. november 1948 i København) er en dansk journalist, biolog og forfatter. Han har i perioder af sit liv har boet og arbejdet blandt klodens sidste naturfolk. Disse ophold har dannet grundlag for en række artikler, radioprogrammer og tv-udsendelser; Han arbejder  endvidere som foredragsholder. Lars Ørlund er  kendt som eventyrer og er medlem af Eventyrernes Klub.(Tidligere formand)

## Film
- Fra Kap til Kilimanjaro (Dokumentarfilm, 2002)

Desuden har han skrevet og medvirket i en række TV-programmer fra bl.a. Afrika.

## Priser og legater
- 1993: Aage Krarup Nielsens rejsebogspris, for sine beskrivelser af fremmede folkeslag i bøgerne Løvens skarpe klo og Den sidste vandring.